# San Bernardino

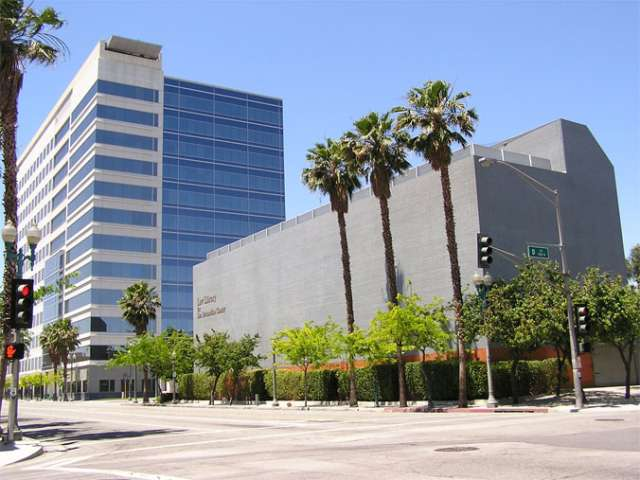
Downtown San Bernardino.

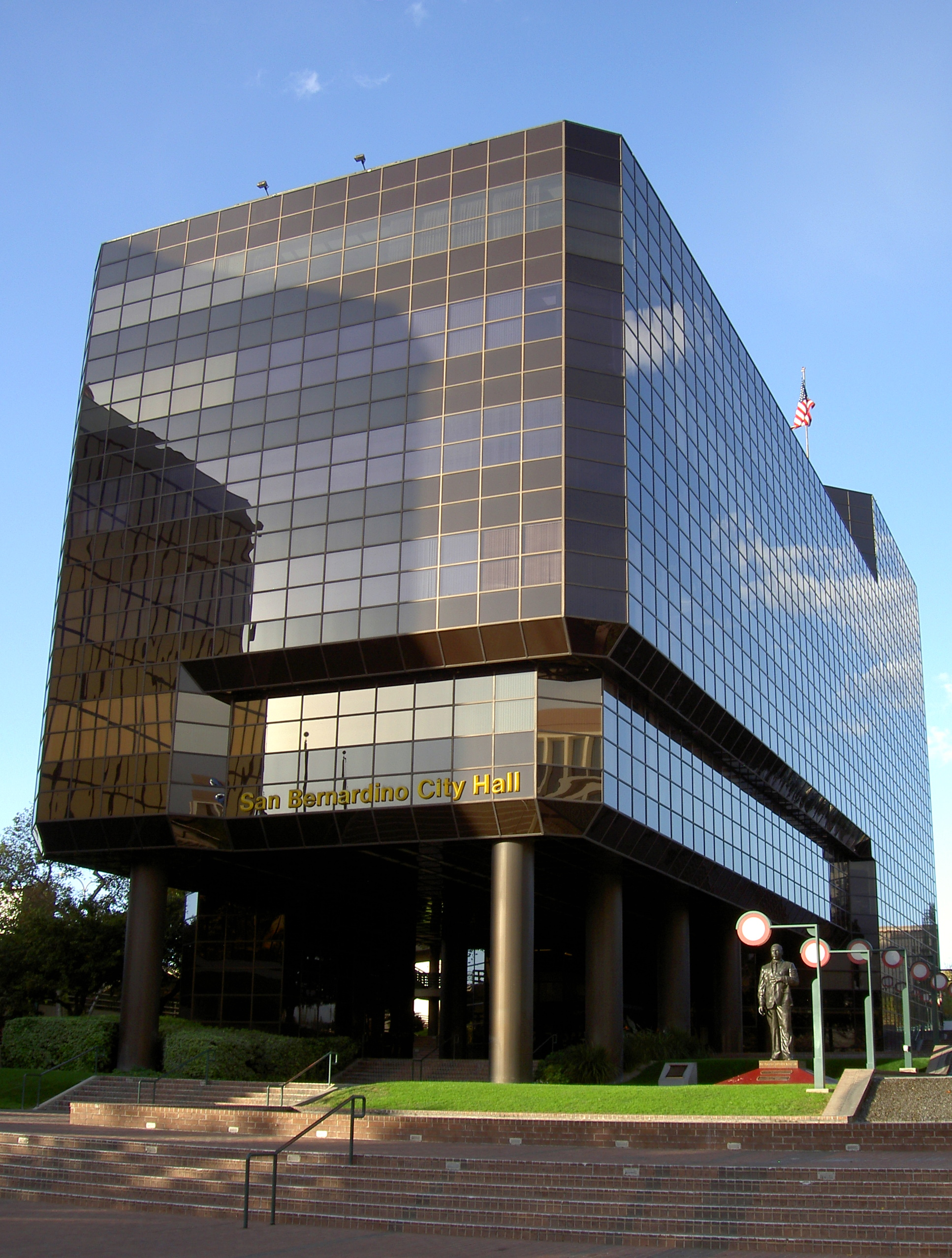
Budovu radnice v Downtown San Bernardino navrhl v roce 1963 César Pelli.

San Bernardino je americké město v Kalifornii. Má asi 205 000 obyvatel.
Leží asi 100 kilometrů východně od Los Angeles. Bylo založeno v roce 1851 a obdrželo městské právo v roce 1869. Aglomerace má 1,9 milionu obyvatel.
Je centrem zemědělské oblasti. Sídlí zde potravinářský průmysl, letecký (Boeing – opravy zařízení), elektronický, oděvní, chemický a firma Canon. Město je také důležitým kalifornským dopravním uzlem. Místní univerzita byla založena v roce 1960. V městě byl první McDonald's na světě.
Dne 2. prosince 2015 se v San Bernardinu (konkrétně v tamním sociálním zařízení) odehrála masová přestřelka, pachatelem byl manželský pár, který zabil 14 lidí a zranil dalších 21.

## Osobnosti města
- Gene Hackman (* 1930), herec
- Edit Headová (1897–1981), kostýmní návrhářka a designérka, osminásobná držitelka Oscara

## Partnerská města
- Kojang, Jižní Korea
- Herzlija, Izrael
- Ile-Ifẹ, Nigérie
- Kigali, Rwanda
- Mexicali, Mexiko
- Roxas, Filipíny
- Tačikawa, Japonsko
- Tauranga, Nový Zéland
- Villahermosa, Mexiko
- Jushu, Čína
- Zavolžje, Rusko